# Prusik

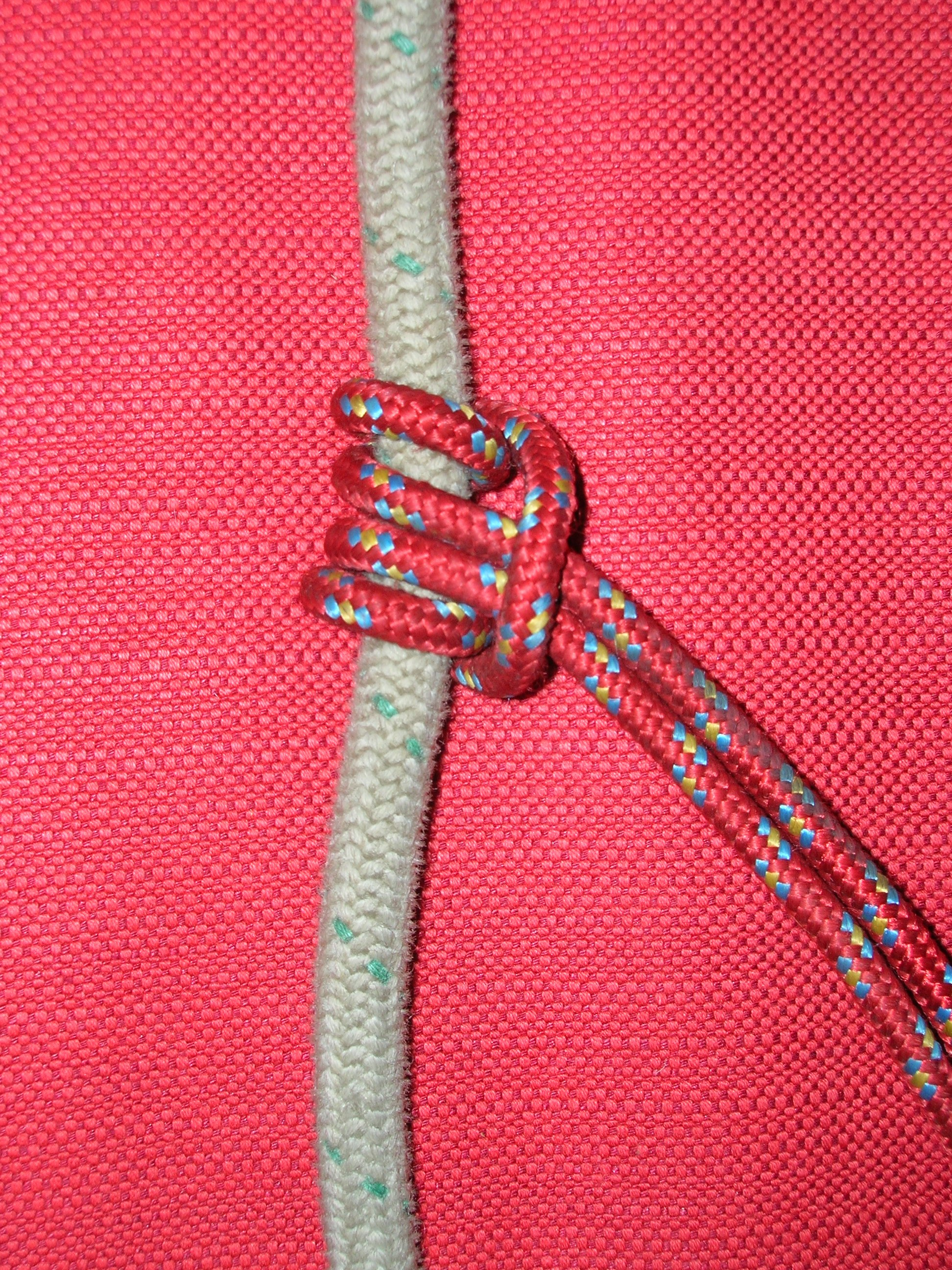
Węzeł prusikowy

Prusik (węzeł Prusika) – węzeł stosowany we wspinaczce. Jego nazwa pochodzi od wynalazcy, austriackiego alpinisty Karla Prusika. Węzeł stosowany m.in. do autoasekuracji podczas zjazdu na linie.
Cechą charakterystyczną tego węzła jest to, że bez obciążenia łatwo przesuwa się po linie, natomiast pod obciążeniem zaciska się i blokuje, po zdjęciu obciążenia ponownie daje się łatwo przesuwać. Wiąże się go linkami cieńszymi (np. repsznurami) na linach grubszych.